# Pere Ynglada i Sallent
Pere Ynglada i Sallent (Santiago de Cuba, 1881 - Barcelona 1958) fou un dibuixant català.
Nascut a Cuba, fill de comerciants, visqué la seva infància a Nova York i de retorn a Barcelona estudià al Cercle Artístic de Sant Lluc.
Sota el pseudònim Yda fou col·laborador de Papitu i de L'Esquella de la Torratxa. També col·laborà en la revista aliadòfila Iberia, on va ser l'autor d'algunes portades.
Residí a París durant més de trenta anys on trabà amistat amb el pintor Juan Gris i també amb Josep Sunyer i Josep Maria Junoy. Destacà pels seus dibuixos de Music Hall, de circ, pels detalls urbans i sobretot pels dibuixos d'animals, especialment de cavalls que el van fer cèlebre. Treballà sempre en petits formats.
Exposà a la Sala Parés (1906) i a les galeries Laietanes (1914), exposició molt elogiada per Eugeni d'Ors. Exposà per darrera vegada a Barcelona a la Pinacoteca (1943).
La seva obra es caracteritza per un traç molt aeri i depurat fruit de la seva admiració pel dibuix japonès. Amb Josep Pla organitza la mostra d'art català de 1921. Pla el retrata com un dandy a les memòries de l'Ateneu barcelonès. En morir deixà instituït a Barcelona el premi de dibuix Ynglada-Guillot, que porta el seu nom i el de la seva muller Georgette Guillot. Un conjunt de textos configuren unes memòries pòstumes Records i opinions de Pere Ynglada (1959), que foren recollits per Carles Soldevila.